# Ray Schalk
Raymond William Schalk (12 de agosto de 1892 – 19 de maio de 1970) foi um jogador profissional de beisebol que atuou como catcher, técnico assistente, treinador e olheiro. Jogou na Major League Baseball pelo Chicago White Sox na maior parte de sua carreira. Conhecido por sua habilidade na defesa,  Schalk foi considerado uma dos maiores catchers de sua era. Revolucionou o jeito de se posicionar como catcher usando sua velocidade e agilidade para expandir as capacidades previamente aceitas para sua posição. Schalk foi eleito para  o  Hall of Fame na votação de 1955.